# MGM-5 Corporal
«Капрал» (англ. Corporal, /ˈkɔːpərəl/, чит. «Ко́прэл», исходный войсковой индекс — SSM-A-17, после переиндексации — MGM-5) — американская тактическая баллистическая ракета, вторая в серии армейских ракет с названиями нижних чинов и первая в мире управляемая баллистическая ракета с ядерной боеголовкой (первой неуправляемой баллистической ракетой с ядерным зарядом был «Онест Джон»). С 1955 по 1964 год, находилась на вооружении ракетных формирований Армии США дислоцированных в Европе. Впоследствии была заменена в эксплуатации на твердотопливную и обеспечивавшую большую мобильность «Сержант». Для подготовки технических кадров по эксплуатации и обслуживанию ракет в Хантсвилле, на территории Редстоунского арсенала были созданы специальные армейские курсы на базе школы подготовки специалистов управляемого ракетного вооружения (Ordnance Guided Missile School). Ракетами «Онест Джон» и «Капрал» оснащались соединения и части американских войск, дислоцированных в Западной Европе и подчинённых Европейскому командованию вооружённых сил США. Планировалась передача части ракет армиям государств-партнёров по НАТО.

## История

### Семейство ракет «Corporal»
Серия ракет «Капрал» разрабатывалась в США с 1944 года, как продолжение линии развития американских исследовательских ракет «Прайвит». Первой ракетой в семействе стала впервые запущенная в сентябре 1945 года WAC Corporal, исследовательская жидкостная ракета, достигшая апогея траектории в 80 километров.
На основе этой небольшой ракеты, была разработана двухступенчатая ракета RTV-G-4 «Бампер». Конструктивно, она представляла собой трофейную германскую Фау-2, на которую, вместо боевой части, сверху устанавливалась «Уак капрал». В ходе испытательных пусков, проводившихся в 1948—1950 годах, эта «связка» была запущена восемь раз, достигнув в одном из полётов максимальной высоты в 393 км.
Следующим «Капралом» стал «Капрал-E» (RTV-G-2), использовавшийся для исследования принципов управления баллистической ракетой и разработки систем управления. Он впервые был запущен в 1947 году. Это был прямой предшественник будущей MGM-5.

### SSM-G-17 «Corporal»
Разработка тактической ракеты на базе исследовательских ракет «Корпорал» была инициирована Армией в 1950 году. Изначально, предполагалось что первой армейской ядерной баллистической ракетой должна стать «Гермес» A-3, создававшаяся на базе германских трофейных разработок. Но работы над «Гермес» A-3 затягивались и армия предложила использовать «чисто американскую» исследовательскую ракету как основу для боевой баллистической ракеты.
Основным разработчиком «Капрал» (SSM-G-17) была Лаборатория реактивного движения (JPL, англ. Jet Propulsion Laboratory), субподрядчиком, отвечавшим за изготовление корпуса — «Дуглас эйркрафт». Первый экспериментальный полёт ракеты состоялся в 1952 году, но из-за сложностей в разработке, только в 1954 году ракета была принята на вооружение.

## Последовательность операций цикла стрельбы
Полный цикл стрельбы, то есть процедура приведения комплекса в боевую готовность и пуска ракеты, после получения соответствующего приказа от вышестоящего командования следующая:
- При помощи контрольно-проверочной аппаратуры проверяется рабочее состояние и нормальное функционирование двигательной установки, всех электрических цепей, бортовых систем управления и радиоаппаратуры наведения ракеты (приёмника командной радиолинии) на предмет отсутствия сбоев в работе, топливные ёмкости ракеты заполняются жидким окислителем и анилином, к ракете пристыковывается ядерная (или инертная) боевая часть;
- Подъёмное устройство (эректор) поднимает ракету из горизонтального в наклонное или вертикальное положение (в зависимости от расчётной траектории полёта), обеспечивающее её готовность к пуску;
- Машины наведения, представляющие собой автофургоны с оборудованием, покидают стартовую позицию и отъезжают в ближний тыл, после чего осуществляется проверка нормального функционирования перевозимого ими оборудования наземной системы наведения ракеты (передатчика командной радиолинии);
- Командно-вычислительный центр, расположенный там же, в ближнем тылу, занимается обработкой данных о координатах цели и траектории полёта ракеты к ней, данные передаются на стартовую позицию;
- Командир батареи, находясь в центре боевого управления средствами батареи на позиции машин наведения, налаживает прямую двустороннюю линию телефонной связи с персоналом на стартовой позиции, к линии также подключаются остальные станции, боевые и вспомогательные средства батареи;
- После того, как ракета приведена в готовность к пуску, расчёт огневого комплекса на стартовой позиции занимает укрытие, командир батареи отдаёт приказ всем станциям оставаться на связи, после чего начинает обратный отсчёт времени, оставшегося до пуска ракеты;
- Связь с операторами различного оборудования поддерживается по имеющемуся каналу, проводится контрольная проверка связи перед пуском;
- Приводится в действие источник наземного питания ракеты и пусковой установки, начинается прогрев узлов и агрегатов ракеты до рабочей температуры;
- По окончании отсчёта, командир батареи отдаёт приказ о пуске ракеты;
- Расчёт на позиции приводит в действие пусковой блок, замыкается электрическая цепь запуска, зажигается двигатель, происходит отцепка ракеты от точек жёсткой фиксации к направляющим рейкам пусковой установки и взлёт ракеты в направлении заданной траектории;
- Наземная аппаратура системы наведения ракеты сопровождает её в полёте при помощи командной радиолинии на начальном участке траектории, перед достижением ракетой баллистического участка траектории на бортовую систему наведения посылаются кодированные сигналы с последними поправками траектории полёта, которые тут же поступают на приводы рулевых поверхностей, после чего связь прерывается и ракета продолжает движение в направлении цели по баллистической траектории.

## Задействованные структуры
В разработке и производстве ракет, сопутствующего оборудования и деталей к ним были задействованы следующие структуры:
- Ракета в целом — Douglas Aircraft Co., Лонг-Бич, Калифорния → Firestone Tire & Rubber Co., Defense Products Division / Guided Missile Division, Лос-Анджелес, Калифорния;
- Двигатель — Ryan Aeronautical Co.[англ.], Manufacturing Division, Сан-Диего. Калифорния;
- Система наведения, полевое инженерно-техническое обслуживание — Gilfillan Brothers, Inc. → ITT Gilfillan, Inc., Лос-Анджелес, Калифорния;
- Боевая часть — Minneapolis-Honeywell Regulator Co., Honeywell Ordnance Division, Хопкинс, Миннесота;
- Механические детали боевой части — Beckman & Whitley Inc., Сан-Карлос, Калифорния;
- Взрыватель, переводчик взрывателя на боевой взвод — General Electric Co., Missile and Ordnance Systems Department, Филадельфия, Пенсильвания;
- Текущий и капитальный ремонт ракет, находящихся на вооружении Армии Великобритании — English Electric Co. Ltd, Aircraft Equipment Division, Лондон.

## Конструкция
MGM-5 «Corporal» была жидкостной боевой ракетой, использовавшей разработанный Лабораторией Реактивного Движения ЖРД тягой в 89 кН. Запаса топлива (красная дымящаяся азотная кислота и топливо на основе анилина) хватало на 64 секунды, что позволяло разогнать ракету до 3500 км/ч (около 980 м/c). Из-за высокой токсичности топлива, заправка ракеты была сложным и опасным процессом.
Управление ракетой было радиокомандным. Траектория ракеты отслеживалась наземным радаром AN/MPQ-12. Поправки по курсу и скорости высчитывались счётно-решающим устройством и передавались по радиоканалу автопилоту. Двигатель отключался по команде с земли передаваемой по радиоканалу, в момент достижения расчётной точки траектории. В целом, управление ракетой нельзя было назвать особо надёжным, к тому же оно было подвержено радиопомехам.
В качестве боевой части использовалась наиболее лёгкая из доступных США боевых частей — ядерная W7 имплозивной схемы, мощностью в 20 кт.
В целом, ракета была сложной в обслуживании, ненадёжной и довольно неточной. Испытания проведённые в 1950-х годах продемонстрировали, что вероятность попадания ракеты в цель составила менее 50 % (британские испытания 1959 года дали ещё меньший результат в 46 %). Неудовлетворенные таким результатом, США инициировали программу модернизации ракеты, которая была осуществлена в 1957 году. Ракета Corporal Type II (позже обозначенная как MGM-5A) быстро заменила предшествующие. Был заменен радар слежения и пересмотрены ряд компонентов установки.
Ещё одна модернизация ракеты была предпринята в 1958 году, под обозначением MGM-5B. На этой модификации была полностью пересмотрена вся электроника. Точность и надёжность ракеты существенно возросли, но ряд проблем все ещё оставался нерешённым в течение всего срока эксплуатации ракеты.

## Развертывание
Батальоны MGM-5 развертывались в Западной Европе с 1954 года. Каждый батальон включал в себя 35 машин, что делало его оперативное развертывание в лучшем случае — затруднительным. Подготовка батальона к боевым действиям после марша занимала почти 9 часов.
Батальоны обычно располагались на оборонительных позициях на предполагаемом направлении советских танковых ударов. Задачей ракет было сдерживать советское наступление, нанося атомные удары как непосредственно по наступающим войскам, так и по их ближнему тылу, и открывать дорогу механизированным контрударам сил НАТО, нанося атомные удары по оборонительным линиям. В частности, одним из первых был развернут отдельный 1-й ракетный батальон 38-го артиллерийского полка, прикрывавший т. н. проход Фульда — наиболее вероятное направление наступления войск Варшавского Договора.
Всего в Западной Германии и Италии было развернуто 12 ракетных батальонов, укомплектованных ракетами MGM-5 «Corporal».
В 1954 году был подписан контракт на поставку ракет MGM-5 «Corporal» в Великобританию. В соответствии с законодательными ограничениями на поставку ядерных и термоядерных вооружений за рубеж, эти ракеты поставлялись без боевых частей, которые изготавливались в Великобритании. Англичане использовали эти ракеты в составе 27-го и 47-го ракетного полка королевской артиллерии с 1957 по 1967. Ремонт и обслуживание ракет на британской службе также осуществлялось силами национальных производителей ракетного вооружения.
В 1963 году, ракеты MGM-5 «Corporal» начали быстро сниматься с вооружения, заменяемые твердотопливными MGM-29 Sergeant. К 1964 году, последняя ракета MGM-5 была списана. Оставшиеся снаряды некоторое время использовались на учениях, в частности, именно MGM-5 «Corporal» стала первой в мире баллистической ракетой, сбитой зенитным снарядом MIM-14 Nike-Hercules